# Adelchi Serena
Adelchi Serena (L'Aquila, 27 dicembre 1895 – Roma, 29 gennaio 1970) è stato un politico italiano, podestà dell'Aquila, ministro dei lavori pubblici nel governo Mussolini e segretario del Partito Nazionale Fascista.

## Biografia

### Giovinezza
Serena apparteneva a una famiglia di piccoli commercianti dell'Aquila e dal 1906 frequentò il liceo ginnasio cittadino, venendo però espulso nel 1911 e dovendo frequentare gli ultimi anni da esterno. Allo scoppio della prima guerra mondiale si distinse per le manifestazioni interventiste e partì volontario, venendo però dispensato per motivi di salute, potendosi così diplomare nel giugno del 1915. Fu richiamato alle armi nel 1916 nel corpo dei Bersaglieri, scalando i gradi da tenente a capitano, ricevendo una croce al merito e venendo congedato nel dicembre del 1919 da maggiore. Alla fine del 1920 conseguì la laurea in giurisprudenza presso l'Università degli Studi di Napoli Federico II, anche grazie alle agevolazioni per gli ex militari. Praticò l'attività forense nello studio di Vincenzo Speranza, sindaco dell'Aquila, discutendo però un'unica causa nel 1922 e iscrivendosi all'albo solamente nel 1927.

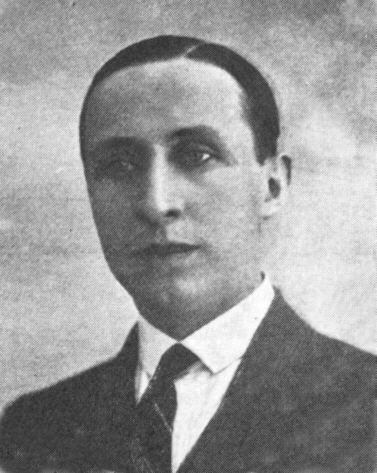
Ritratto giovanile di Adelchi Serena, risalente al 1915 circa

### Militanza, incarichi locali e attività podestarile
Nel febbraio del 1921 si iscrisse al Partito Nazionale Fascista e nel febbraio del 1922 entrò nel direttorio cittadino del partito, ricoprendo la carica di segretario federale del fascio cittadino da quell'anno al 1923. Non partecipò alla marcia su Roma (28 ottobre 1922), durante la quale si trovava a Napoli, ma dopo la riuscita della manifestazione si diresse nella Capitale, partecipando alla sfilata davanti al palazzo del Quirinale di tre giorni dopo. Nel 1926 fu nominato podestà della città dell'Aquila, incarico che mantenne fino al 1934.
Come podestà sponsorizzò nel 1927 la nascita della Grande Aquila, che previde la soppressione e l'accorpamento al territorio del capoluogo dei comuni di Arischia, Bagno, Camarda, Lucoli, Paganica, Preturo, Roio, Sassa e la frazione di San Vittorino di Pizzoli; nel 1947 Lucoli fu il solo che ritornò comune autonomo, a differenza degli altri sette. Fu anche promotore di una rinascita turistica del territorio, facendo realizzare la Funivia del Gran Sasso d'Italia e l'Hotel Campo Imperatore, e della costruzione di una serie di edifici e monumenti cittadini, tra cui lo Stadio del Littorio, la fontana vecchia di piazza del Duomo e il palazzo della GIL. Sponsorizzò anche la nascita della squadra calcistica cittadina, di cui fu il primo presidente.
Dal gennaio del 1928 all'aprile del 1929 fu inoltre segretario federale della provincia, dopo essere riuscito a vincere un confronto interno con il sulmonese Alessandro Sardi.

### Incarichi nazionali e segreteria
Dal 1923 era console della Milizia Volontaria per la Sicurezza Nazionale al comando della 130ª Legione "Monte Sirente", assumendo nel 1929 il grado di console generale. Alle elezioni politiche del 1924 fu eletto deputato del Regno, venendo riconfermato nelle elezioni del 1929 e in quelle del 1934. Con la trasformazione della Camera dei deputati nella Camera dei fasci e delle corporazioni nel 1939, ne diventò consigliere nazionale fino alla fine del regime.
Già dai primi anni 1930 si era trasferito a Roma, dove si era sposato con una donna aquilana di ricca famiglia, potendo in questo modo aumentare il proprio tenore di vita. Dal dicembre del 1932 fu membro del direttorio nazionale del PNF e tra luglio e novembre del 1933 fu commissario straordinario della federazione romana. Nel mese di dicembre di quell'anno diventò vicesegretario nazionale del partito, sotto la protezione di Achille Starace, e, finita l'esperienza di podestà a gennaio del 1934, entrò a far parte del Gran consiglio del fascismo.
Tra febbraio e luglio del 1936 diventò segretario nazionale reggente del PNF, mentre Starace era impegnato nella guerra d'Etiopia, concentrando i propri sforzi soprattutto nella politica economica fascista, rivolta all'autarchia e al corporativismo. Nel 1938 non fu tra i firmatari del Manifesto degli scienziati razzisti e continuò a far parte degli organi parlamentari nazionali, senza tuttavia emergere in questo ambito. Il 31 ottobre 1939 fu nominato ministro dei lavori pubblici nel quadro del rimpasto ministeriale voluto da Galeazzo Ciano. In questa veste si ritrovò a gestire importanti opere pubbliche e un'ampia parte del bilancio statale.
Nell'ottobre dell'anno successivo rientrò nella politica del partito, diventandone segretario nazionale. Questo ruolo lo vide molto impegnato nella riaffermazione della centralità del PNF nelle istituzioni nazionali, ma le sue politiche non furono pienamente attuate, anche a causa dell'esito sfavorevole all'Italia fascista che stava avendo la seconda guerra mondiale. A questo periodo (29 ottobre 1941) risale una lettera con la quale si lamentava della "troppa libertà in cui vivono gli internati ebrei del campo di internamento di Campagna" e chiedeva "provvedimenti conseguenti da parte delle forze di polizia del regime". Il suo potere fu indebolito da faide interne al PNF, che lo videro scontrarsi con il Senato del Regno, il sottosegretario Guido Buffarini Guidi e il ministro Giuseppe Tassinari; Serena fu quindi costretto alle dimissioni, rassegnate nel dicembre del 1941.

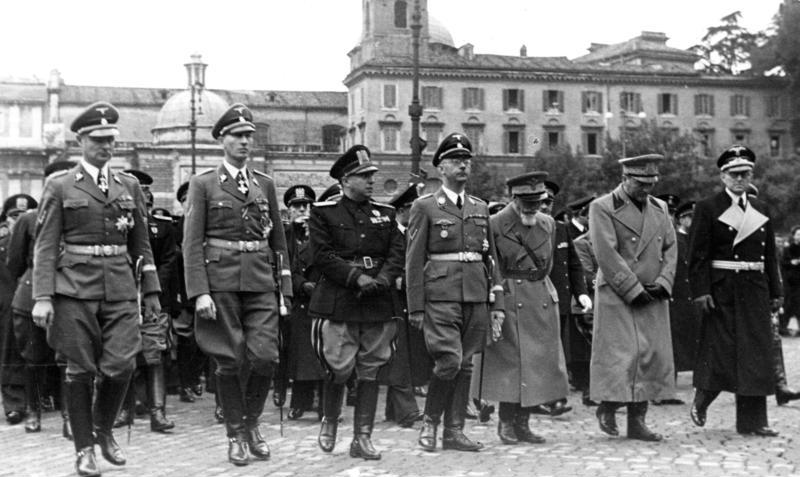
Adelchi Serena (terzo da sinistra) a Roma nel novembre del 1940 insieme a Karl Wolff, Reinhard Heydrich, Heinrich Himmler, Emilio De Bono, Rodolfo Graziani e Hans Georg von Mackensen

Subito dopo Serena chiese e ottenne di andare a combattere in Croazia, arrivando al fronte nel gennaio del 1942. Lì guadagnò il grado di tenente colonnello nell'11º Reggimento bersaglieri e venne decorato con la Croce di guerra al valor militare per i fatti bellici del settembre 1942 (decorazione ratificata solo nel 1949). L'8 settembre 1943, data in cui fu annunciato l'armistizio di Cassibile, Serena assunse una falsa identità e rientrò a Roma, non aderendo alla Repubblica Sociale Italiana ma entrando in clandestinità. Non è chiaro il suo rapporto con la Resistenza romana, nella quale forse militò con il nome di Alberto Scerni.

### Caduta del regime e ultimi anni
Rifugiatosi presso strutture ecclesiastiche, restò nella clandestinità anche dopo la liberazione di Roma e venne indagato dalla commissione di epurazione e processato in contumacia dalla corte d'assise di Roma. Nel luglio del 1947 fu assolto per il reato di annullamento delle garanzie costituzionali e amnistiato per quello di organizzazione di squadrismo.
Dopo il processo si allontanò dalla politica attiva, ritirandosi a vita privata e declinando proposte di candidatura del Movimento Sociale Italiano. Morì a Roma nel 1970, all'età di 74 anni.
Il suo nome è tornato alla ribalta delle cronache politiche nel 2001, quando l'allora sindaco dell'Aquila Biagio Tempesta, alla guida di una coalizione di centro-destra, suscitando le proteste dell'opposizione gli intitolò la piscina comunale che egli fece costruire; nel 2011 l'edificio ha cambiato intitolazione, venendo dedicato all'atleta olimpica Ondina Valla.